# Музей образотворчих мистецтв (Ніцца)
43°41′40″ пн. ш. 7°14′56″ сх. д. / 43.694537° пн. ш. 7.248861° сх. д.
Музей образотворчих мистецтв (фр. Musée des Beaux-Arts de Nice) — муніципальний музей у місті Ніцца (Франція). Музей носить ім'я Жюля Шере, відомого художника та графіка, основоположника сучасного плакату, який помер у Ніцці в 1932 році. У музеї представлено важливу колекцію його творів.

## Історія
Початок музею поклав імператор Франції Наполеон III в 1860 року, коли в ознаменування приєднання Ніцци до Франції подарував місту кілька картин. Вони були розміщені в будівлях префектури та міської бібліотеки. Потім вони змінили ще кілька місць, поки міська влада не викупила особняк Томсона і не відкрила там музей .
Колекції музею поповнювалися за рахунок предметів мистецтва, пожертвуваних приватними колекціонерами.

## Будівля
Сьогоднішня будівля музею спочатку будувалася як резиденція української княгині Єлизавети Кочубей. У 1878 році вона замовила віллу в стилі італійського ренесансу на земельній ділянці площею один гектар у районі Бометт на захід від старого міста. Проте у 1883 році, поки тривало будівництво, вона продала будівлю американцеві Джеймсу Томсону (також відомому як «Томпсон»), який доручив добудувати її уродженцю Ніцци архітектору Константену Скала. Томсон організовував на віллі концерти й бали та жив у будинку до своєї смерті у 1897 р. У наступні роки маєток з просторим англійським садом кілька разів ділили та добудовували.
Місто Ніцца остаточно придбало віллу в 1925 році, щоб розмістити в ній міський художній музей. Спершу розпочалися кількарічні реставраційні роботи, спрямовані на те, щоб перетворити будівлю, яка первісно була споруджена як резиденція, на музей. З декоративного інтер'єру залишилися хіба що парадні сходи у стилі Прекрасної епохи, тоді як, приміром, фрески у помпейському стилі зникли. 7 січня 1928 року музей відкрився як «Палац мистецтв Жуля Шере». З 17 грудня 1976 року будівля внесена до списку пам'яток історії.

## Колекції
Предмети мистецтва із зібрання музею експонуються на двох поверхах палацу. У двох залах на першому поверсі представлені твори XVII—XVIII століть, зокрема таких художників, як Жан Оноре Фрагонар, Юбера Робер, Донато Креті. У третьому залі виставлені картини майстрів із родини Ван Лоо. Найвідоміший член родини, Шарль Ванн Лоо, народився в Ніцці 1705 року і був придворним живописцем. Велика галерея присвячена салонному живопису XIX століття, вихід із цього залу веде до зимового саду, де виставлена скульптура Огюста Родена «Бронзова доба» (1877 рік).
Уздовж сходів на другий поверх розміщені плакати Жюля Шере, що змінюються кожні 3 місяці. Верхній поверх присвячений живопису XIX — початку XX століття, є деякі зразки скульптури. Серед художників, представлених там, можна згадати П'єра Боннара, Люка-Олів'є Мерсона, Ежена Будена, імпресіоністів Клода Моне, Альфреда Сіслея. Також тут є зала, цілком віддана під експозицію робіт Жуля Шере.
Також окрему залу відведено під зібрання робіт Рауля Дюфі, чия дружина Ежені Бріссон, уродженка Ніцци, заповідала рідному місту велику колекцію переважно пізніх робіт свого чоловіка. Ця колекція складається з 28 картин олійного дивопису, 97 малюнків та гравюр, кераміки і тканин.
У Музеї є окрема зала з творами української та французької художниці Марії Башкирцевої.